# Mao ty đài
Mao ty đài (danh pháp: Trichodesma calycosum) là loài thực vật có hoa trong họ Mồ hôi. Loài này được Collett & Hemsl. mô tả khoa học đầu tiên năm 1890.